# Comatacta variegata
Comatacta variegata är en tvåvingeart som först beskrevs av Fabricius 1805.  Comatacta variegata ingår i släktet Comatacta och familjen parasitflugor. Inga underarter finns listade i Catalogue of Life.